# Atletismo nos Jogos Olímpicos de Verão de 2016 - Arremesso de peso feminino
A competição do arremesso de peso feminino do atletismo nos Jogos Olímpicos de Verão de 2016 aconteceu no dia 12 de agosto no Estádio Olímpico.

## Calendário
Horário local (UTC-3).
| Data                        | Horário | Fase          |
| --------------------------- | ------- | ------------- |
| Sexta, 12 de agosto de 2016 | 10:05   | Eliminatórias |
| Sexta, 12 de agosto de 2016 | 22:00   | Final         |

## Medalhistas
| Ouro   | USA Michelle Carter |
| Prata  | NZL Valerie Adams   |
| Bronze | HUN Anita Marton    |

## Recordes
Antes desta competição, os recordes mundiais e olímpicos da prova eram os seguintes:
| Tipo | Atleta             | Marca   | Local  | Data                |
| ---- | ------------------ | ------- | ------ | ------------------- |
|      | Natalya Lisovskaya | 22,63 m | Moscou | 7 de junho de 1987  |
|      | Ilona Slupianek    | 22,41 m | Moscou | 24 de julho de 1980 |

## Resultados

### Eliminatórias
Qualificação: 18,40m (Q) ou os 12 melhores qualificados (q) avançam para as finais.
| Pos. | Grupo | Atleta                  | CON                   | #1    | #2    | #3    | Resultado | Notas |
| ---- | ----- | ----------------------- | --------------------- | ----- | ----- | ----- | --------- | ----- |
| 1    | A     | Valerie Adams           | NZL Nova Zelândia     | 19.74 |       |       | 19.74     | Q     |
| 2    | B     | Christina Schwanitz     | GER Alemanha          | 19.18 |       |       | 19.18     | Q     |
| 3    | A     | Michelle Carter         | USA Estados Unidos    | 17.95 | 19.01 |       | 19.01     | Q     |
| 4    | A     | Raven Saunders          | USA Estados Unidos    | x     | 18.83 |       | 18.83     | Q     |
| 5    | B     | Gong Lijiao             | CHN China             | 18.74 |       |       | 18.74     | Q     |
| 6    | B     | Anita Márton            | HUN Hungria           | 18.51 |       |       | 18.51     | Q     |
| 7    | B     | Geisa Arcanjo           | BRA Brasil            | 18.27 | 17.67 | x     | 18.27     | q,    |
| 8    | A     | Cleopatra Borel         | TTO Trinidad e Tobago | 16.94 | 17.78 | 18.20 | 18.20     | q     |
| 9    | A     | Natalia Duco            | CHI Chile             | 18.18 | x     | x     | 18.18     | q     |
| 10   | B     | Auriol Dongmo Mekemnang | CMR Camarões          | 17.92 | 17.71 | x     | 17.92     | q,    |
| 11   | B     | Alena Abramchuk         | BLR Bielorrússia      | 17.78 | 17.19 | 16.97 | 17.78     | q     |
| 12   | A     | Aliona Dubitskaya       | BLR Bielorrússia      | x     | x     | 17.76 | 17.76     | q     |
| 13   | B     | Paulina Guba            | POL Polônia           | 17.70 | 17.56 | x     | 17.70     |       |
| 14   | B     | Felisha Johnson         | USA Estados Unidos    | x     | 17.64 | 17.69 | 17.69     |       |
| 15   | A     | Melissa Boekelman       | NED Países Baixos     | 16.97 | 17.69 | x     | 17.69     |       |
| 16   | A     | Bian Ka                 | CHN China             | 17.68 | 17.36 | 16.84 | 17.68     |       |
| 17   | B     | Yuliya Leantsiuk        | BLR Bielorrússia      | 17.66 | x     | 16.69 | 17.66     |       |
| 18   | A     | Brittany Crew           | CAN Canadá            | 16.67 | x     | 17.45 | 17.45     |       |
| 19   | B     | Ahymara Espinoza        | VEN Venezuela         | x     | 17.27 | 16.77 | 17.27     |       |
| 20   | A     | Sara Gambetta           | GER Alemanha          | x     | 16.93 | 17.24 | 17.24     |       |
| 21   | B     | Radoslava Mavrodieva    | BUL Bulgária          | x     | 17.11 | 17.20 | 17.20     |       |
| 22   | B     | Yaniuvis López          | CUB Cuba              | 17.15 | x     | x     | 17.15     |       |
| 23   | B     | Manpreet Kaur           | IND Índia             | 16.68 | 17.06 | 16.76 | 17.06     |       |
| 24   | A     | Emel Dereli             | TUR Turquia           | 17.01 | 16.86 | x     | 17.01     |       |
| 25   | B     | Danniel Thomas          | JAM Jamaica           | 16.70 | 16.43 | 16.99 | 16.99     |       |
| 26   | A     | Saily Viart             | CUB Cuba              | 15.82 | x     | 16.99 | 16.99     |       |
| 27   | A     | Olga Golodna            | UKR Ucrânia           | 16.10 | 16.35 | 16.83 | 16.83     |       |
| 28   | B     | Taryn Suttie            | CAN Canadá            | 16.55 | 16.74 | 16.60 | 16.74     |       |
| 29   | A     | Nwanneka Okwelogu       | NGR Nigéria           | 16.67 | x     | x     | 16.67     |       |
| 30   | B     | Lena Urbaniak           | GER Alemanha          | 16.32 | 16.62 | x     | 16.62     |       |
| 31   | A     | Sandra Lemos            | COL Colômbia          | 16.46 | 16.46 | 16.12 | 16.46     |       |
| 32   | A     | Leila Rajabi            | IRI Irã               | 16.18 | 16.34 | 16.16 | 16.34     |       |
| 33   | A     | Gao Yang                | CHN China             | 16.17 | 15.48 | x     | 16.17     |       |
| 34   | B     | Halyna Obleshchuk       | UKR Ucrânia           | 15.81 | x     | x     | 15.81     |       |
| 35   | A     | Dimitriana Surdu        | MDA Moldávia          | 15.14 | 15.17 | 15.25 | 15.25     |       |
| 36   | B     | Jéssica Inchude         | GBS Guiné-Bissau      | 14.12 | 15.15 | 14.84 | 15.15     |       |

### Final
| Pos.              | Atleta                  | CON                   | #1    | #2    | #3    | #4          | #5          | #6          | Resultado | Notas                |
| ----------------- | ----------------------- | --------------------- | ----- | ----- | ----- | ----------- | ----------- | ----------- | --------- | -------------------- |
| Medalha de ouro   | Michelle Carter         | USA Estados Unidos    | 19.12 | 19.82 | 19.44 | 19.87       | 19.84       | 20.63       | 20.63     | ,                    |
| Medalha de prata  | Valerie Adams           | NZL Nova Zelândia     | 19.79 | 20.42 | 19.80 | x           | x           | 20.39       | 20.42     | Recorde da temporada |
| Medalha de bronze | Anita Márton            | HUN Hungria           | 17.60 | 18.72 | 19.39 | 19.38       | 19.10       | 19.87       | 19.87     | Recorde nacional     |
| 4                 | Gong Lijiao             | CHN China             | 18.98 | 19.39 | 19.18 | x           | x           | x           | 19.39     |                      |
| 5                 | Raven Saunders          | USA Estados Unidos    | 18.88 | x     | x     | x           | x           | 19.35       | 19.35     | Recorde pessoal      |
| 6                 | Christina Schwanitz     | GER Alemanha          | 19.03 | x     | x     | x           | x           | 18.92       | 19.03     |                      |
| 7                 | Cleopatra Borel         | TTO Trinidad e Tobago | 18.05 | 18.24 | x     | 17.94       | 18.37       | x           | 18.37     |                      |
| 8                 | Aliona Dubitskaya       | BLR Bielorrússia      | 18.00 | 18.23 | x     | x           | x           | x           | 18.23     |                      |
| 9                 | Geisa Arcanjo           | BRA Brasil            | 17.50 | 17.68 | 18.16 | Não avançou | Não avançou | Não avançou | 18.16     |                      |
| 10                | Natalia Duco            | CHI Chile             | 18.07 | 17.73 | 17.99 | Não avançou | Não avançou | Não avançou | 18.07     |                      |
| 11                | Alena Abramchuk         | BLR Bielorrússia      | 17.37 | x     | x     | Não avançou | Não avançou | Não avançou | 17.37     |                      |
| 12                | Auriol Dongmo Mekemnang | CMR Camarões          | x     | 16.99 | 16.82 | Não avançou | Não avançou | Não avançou | 16.99     |                      |

Legenda
| Recorde mundial      | Recorde mundial (World record)               |                       | Recorde africano                      | Recorde africano (African) |                                           | Q | Classificado por posição (Qualified) |
| Recorde olímpico     | Recorde olímpico (Olympic record)            | Recorde da América    | Recorde da América (Americas)         | q                          | Classificado por melhor tempo (Qualified) |   |                                      |
| Melhor marca do ano  | Melhor marca do ano (World leading)          | Recorde asiático      | Recorde asiático (Asian)              | DNS                        | Não largou (Did not start)                |   |                                      |
| Recorde nacional     | Recorde nacional (National record)           | Recorde europeu       | Recorde europeu (European)            | DNF                        | Não terminou (Did not finish)             |   |                                      |
| Recorde pessoal      | Recorde pessoal do atleta (Personal best)    | Recorde da Oceania    | Recorde da Oceania (Oceania)          | DSQ / DQ                   | Desclassificado (Disqualified)            |   |                                      |
| Recorde da temporada | Recorde da temporada do atleta (Season best) | Recorde sul-americano | Recorde sul-americano (South America) | NM                         | Sem marca (No mark)                       |   |                                      |